# Lesovsky
Lesovsky war ein US-amerikanischer Chassis-Hersteller im Monoposto-Rennwagenbau der 1950er- und 1960er-Jahre. Die Firma wurde vom Konstrukteur Lujie Lesovsky (1913–1994) gegründet.

## Geschichte
Lujie Lesovsky war ein Rennmechaniker der neben dem Aufbau der eigenen Autos auch Wagen für andere Hersteller baute. Das Debüt des ersten Lesowsky-Rennwagens erfolgte beim AAA International 500 Mile Sweepstakes auf dem Indianapolis Motor Speedway. Pilot George Connor fuhr mit dem vom Blue Crown Spark Plug Team an den Start gebrachten Wagen gleich beim Debüt auf den dritten Gesamtrang. Schon beim dritten Renneinsatz, dem AAA Springfield 100 auf dem Illinois State Fairgrounds Ein-Meilen-Oval gelang Pilot Mel Hansen und seinem Bowes Seal Fast Racing-Team der erste Sieg mit der Konstruktion. Lesovski blieb über 2 Jahrzehnte fester Bestandteil der Champcar-Szene.

## Einsatzbilanz
Lesovsky-Offenhauser-Rennwagen waren von 1949 bis 1970 bei den US-amerikanischen Champcarserien der AAA und der USAC Championship Car Series am Start. Bei etwa 200 Renneinsätzen gelangen mit den Autos 12 Siege, 18 Pole Positions und eine schnellste Rennrunde. 17 mal kam ein Lesovsky-Pilot auf dem zweiten Platz ins Ziel und 19 mal wurde ein dritter Platz erzielt, was in der Summe 48 erzielte Podiumspositionen ergibt. 131 mal endete der Einsatz ohne Zielankunft, was eine Ausfallrate von 65,5 % entspricht. 2 Mal konnte sich ein Lesovsky-Pilot nicht für das Rennen qualifizieren.

## Indianapolis
Lesovsky-Rennwagen waren zwischen 1949 und 1963 beim 500-Meilen-Rennen von Indianapolis am Start. Das beste Ergebnis mit einem Lesovsky erreichten George Connor beim Debüt und Johnny Thomson 1959 mit dem dritten Rang. 1952 wurde Duane Carter auf einem Lesovsky Vierter, ein Ergebnis, das 1962 Don Davis wiederholte.